# Rapt à l'italienne
Pour l’article homonyme, voir Rapt (homonymie).
Pour plus de détails, voir Fiche technique et Distribution.
Rapt à l'italienne (Mordi e fuggi) est une comédie franco-italienne de Dino Risi, sortie en 1973.

## Synopsis
Fabrizio, Raùl et Sylva dévalisent une banque et tuent le gardien. Ils sont repérés par la police près d'une station service et prennent alors en otage Giulio Borsi, un industriel romain qui partait en week-end avec sa maîtresse Danda. La police se lance à leur poursuite, à bonne distance. 
Un des ravisseurs informe le commissaire Spallone qu'ils exigent une rançon de 100 millions de lires et un avion pour s'enfuir contre la libération des otages. Les gangsters font en fait partie d'un groupe d'activistes, et la presse, rapidement informée, suit les policiers qui suivent les malfaiteurs...
Ayant réussi à semer la police, les bandits, à la nuit tombante, trouvent refuge avec leurs otages dans une villa isolée où vivent un vieux général à la retraite et sa sœur.

## Fin alternative
Le réalisateur Dino Risi é également tourné une fin alternative où Giulio Borsi n'est pas tué lors de la fusillade.

## Fiche technique
- Titre français : Rapt à l'italienne
- Titre original : Mordi e fuggi
- Réalisateur : Dino Risi
- Scénaristes : Ruggero Maccari, Dino Risi, Bernardino Zapponi
- Producteur : Carlo Ponti
- Sociétés de production : Champion, Concordia Compagnia Cinematografica
- Musique : Carlo Rustichelli
- Directeur de la photographie : Luciano Tovoli
- Montage : Alberto Gallitti
- Durée : 107 minutes; (France : 100 minutes)
- Pays :  Italie,  France
- Langue : italien
- Couleur : couleur (Eastmancolor) - Format :2,35 : 1 - Son : Mono
- Dates de sortie : 
  - Italie : 8 mars 1973
  - France : 2 octobre 1974

## Distribution
- Marcello Mastroianni (VF : Claude Bertrand) : Giulio Borsi
- Oliver Reed (VF : Roland Ménard) : Fabrizio
- Carole André : Danda
- Lionel Stander (VF : William Sabatier) : Général
- Bruno Cirino : Raul
- Nicoletta Machiavelli : Sylva
- Gianni Agus : Sergio
- Marcello Mandò : Commissaire Spallone
- Renzo Marignano : Franco
- Barbara Pilavin : Norma
- Luigi Zerbinati : le beau-père de Giulio
- Regina Bissio : Elsa
- Filippo De Gara : serveur
- Aleka Paizi : la mère de Norma
- Gianfranco Barra : policier de Barra
- Enzo Liberti : Barbieri, journaliste de télévision
- Antonino Faà di Bruno (it) : Comte Antonino Marlotti
- Alvaro Vitali : membre de l'équipe de tournage
- Jean Rougeul
- Jacques Herlin